# Faina Melnyk
Faina Grigorievna Veleva-Melnik (Bakota, 9 de junho de 1945 – Moscou, 16 de dezembro de 2016) foi uma atleta soviética, campeã olímpica e recordista mundial do lançamento de disco.
Em Munique 1972, ela conquistou a medalha de ouro com um recorde mundial de 66,62 m. Durante a prova quebrou por três vezes o próprio recorde mundial, uma vez em cada um de seus últimos três lançamentos.
Sua melhor marca na carreira foi de 70,50 m em 1976, a primeira vez que uma mulher lançou o disco a mais de 70 metros. Neste ano, favorita destacada a um novo ouro olímpico em Montreal 1976, ela ficou apenas em quarto lugar, perdendo o título para a alemã-oriental Evelin Jahl. Além do título olímpico, Faina foi duas vezes campeã europeia – 1971 e 1974 – e onze vezes recordista mundial da prova.
Morreu em 16 de dezembro de 2016, aos 71 anos.